# Lago Azul (Manaus)
Lago Azul é um bairro de Manaus, capital do estado brasileiro do Amazonas. Localiza-se na zona norte da cidade. Possui uma área de 2.961 quilômetros quadrados. Embora Lago Azul seja o nome oficial do bairro, é por vezes referido como Lagoa Azul.
Integram o bairro os conjuntos Viver Melhor 1ª e 2ª etapa e os loteamentos Jardim Fortaleza 2,Comunidade Rei Davi 1 e 2, Paraíso Verde, Acará e Lago Azul.  De acordo com estimativas da Secretaria de Desenvolvimento Econômico, Ciência, Tecnologia e Inovação do Amazonas (SEDECTI), sua população era de 9 022 habitantes em 2017.

## Dados do Bairro
- População: 9.022 habitantes

## Transportes
Lago Azul é servido pela empresa de ônibus Via Verde. São as linhas 038 do T3 e 330 do T1, ônibus 027 do T3, (356 empresa Eucatur. do T1) e 358 do T2 onde as 3 linhas são do CJ. Residencial Viver Melhor.